# Нішков
Нішков (рум. Nișcov) — село у повіті Бузеу в Румунії. Входить до складу комуни Вернешть.
Село розташоване на відстані 98 км на північний схід від Бухареста, 12 км на північний захід від Бузеу, 106 км на захід від Галаца, 97 км на південний схід від Брашова.

## Населення
За даними перепису населення 2002 року у селі проживали 883 особи, з них 882 особи (99,9%) румунів. Рідною мовою 882 особи (99,9%) назвали румунську.